# Saint-Servais (Finisterre)
Saint-Servais (en bretó Sant-Servez-Landivizio) és un municipi francès a la regió de Bretanya, al departament de Finisterre. L'any 2006 tenia 637 habitants. El nom prové de la parròquia i de l'església dedicada a Servaci de Tongeren.
| 1962                                       | 1968 | 1975 | 1982 | 1990 | 1999 |
| ------------------------------------------ | ---- | ---- | ---- | ---- | ---- |
| 501                                        | 470  | 426  | 568  | 505  | 553  |
| Des de 1962: població sense dobles comptes |      |      |      |      |      |

| Període | Identitat       | Partit |
| ------- | --------------- | ------ |
| 2001-   | Laurent Mazurie |        |